# Jagdschlösschen Ráby

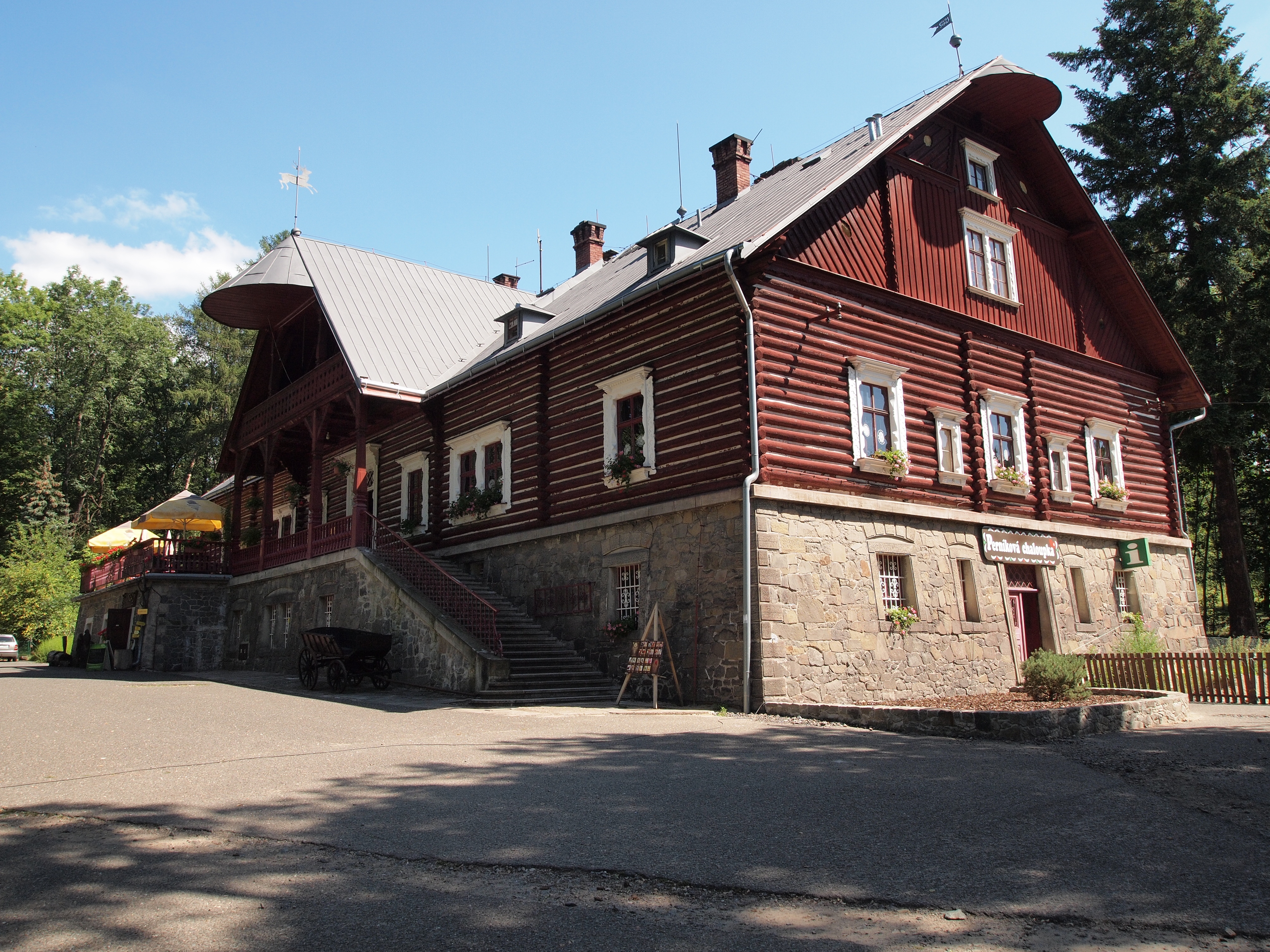
Perníková chaloupka

Das Jagdschlösschen Ráby ist ein ehemaliges Jagdschlösschen in der Gemeinde Ráby in Tschechien. Es beherbergt seit 2003 ein Lebkuchenmuseum und wird als Perníková chaloupka (Lebkuchenhäusel) vermarktet. Seit den 1990er Jahren kam es häufig zu Verwechslungen mit dem denkmalgeschützten Renaissancejagdschlösschen der Herren von Pernstein in Ráby.

## Lage
Das Jagdschlösschen (Haus Nr. 38) befindet sich am Südwesthang der Kunětická hora (Kunietitzer Berg, 307 m n.m.) im Kunětický les (Kunietitzer Wald). Es liegt zusammen mit zwei Nebengebäuden – dem ehemaligen Pferdestall- und Verwalterhaus (Haus Nr. 58) sowie dem neuzeitlichen, heute als Pension genutzten Weißen Haus (Haus Nr. 151) – auf einem umfriedeten Waldgrundstück rechtsseitig der Straße von Ráby nach Němčice. Zur Anlage gehört zudem das unmittelbar an der Straße gelegene ehemalige Wächterhaus (Haus Nr. 40).

## Beschreibung
Das von Franz Schmoranz d. J. entworfene und realisierte hölzerne Jagdschlösschen im Schweizerhaus-Stil steht auf einem hohen Steinsockel. An der Westseite führt eine Treppe zur geschnitzten Galerie im Hochparterre. An der Ostseite befinden sich zwei Risaliten.
Die historische Innenausstattung des Jagdschlösschens und des Stallungs- und Verwalterhauses (Häuser Nr. 38 und 58) ging während der Internats- und Heimnutzung in der zweiten Hälfte des 20. Jahrhunderts größtenteils verloren. Übernommen wurden beide Gebäude in einem Krankenhausstil der 1970er Jahre. Seit 2003 erfolgte die innere Umgestaltung der Gebäude in ein märchenhaftes Lebkuchenhäusel und die Eröffnung eines Lebkuchenmuseums. Im ersten Stock des Jagdschlösschens konnten die historischen Wandbilder wiederhergestellt werden. Das Weiße Haus wird als Vereinshaus, Pension und Schulungszentrum genutzt.

## Geschichte
Der Großindustrielle Richard von Drasche-Wartinberg, der 1881 die Grundherrschaft Pardubitz mit Kunburg aus der väterlichen Erbmasse ausgekauft hatte, ließ das Jagdschlösschen 1882 am Hang des Kunietitzer Berges als repräsentativen Sitz für edle Gäste seiner Parforcegesellschaften erbauen. Der Architekt und Baumeister Franz Schmoranz d. J. errichtete und stattete das Jagdschlösschen binnen eines Jahres aus. Es bestand aus 25 Wohnräumen und acht Zimmern für Bedienstete. Nordwestlich davon entstand ein Wirtschaftsgebäude mit Pferdestallung und der Wohnung des Verwalters, im Westen an der Einfahrt ein Wächterhaus. Um das Schlösschen ließ Drasche-Wartinberg einen Park mit wertvollen fremdländischen Bäumen, insbesondere Douglasien und Tannen, anlegen.
Nach der Gründung der Tschechoslowakei wurden sämtliche Immobilien Drasche-Wartinbergs am 16. Juni 1919 auf der Grundlage des Gesetzes Nr. 215/1919 Sb über die Beschlagnahme des Großgrundbesitzes enteignet. Das Jagdschlösschen wurde zusammen mit dem  Kunietitzer Wald, der Schänke in Hradiště na Písku und weiteren Immobilien im Oktober 1922 an den Generaldirektor der Mährischen Agrar- und Industrie-Bank in Brünn, František Aschenbrenner und dessen Ehefrau Marie, überschrieben. Im November 1938 kaufte Miloslava Sudková aus Bílá Třemešná das Jagdschlösschen mit den Wirtschaftsgebäuden und umliegenden Wäldern. Sie baute es zu einer Pension und Sanatorium mit 28 Ein- bis Vierbettzimmern sowie Sozialräumen um und verpachtete es an ihren Schwager Jaroslav Sudek. Zu den mehrmals wiederkehrenden Gästen gehörte in den Jahren 1941 und 1942 der Komponist Josef Bohuslav Foerster. Gegen den Willen des Betreibers diente das Objekt ab September 1942 für zwei Jahre als Erholungsheim der Kinderlandverschickung und der Hitlerjugend.
Nach dem Februarumsturz von 1948 erfolgte eine erneute Enteignung und Verstaatlichung. Von 1953 bis 1955 diente es als Internat der Fachlehranstalt der Staatlichen Arbeitsreserven (SPZ), danach betrieben die Schwestern vom Göttlichen Erlöser (Kongregace sester Nejsvetejsiho Spasitele) darin ein Altersheim und ab 1965 eine Sozialfürsorgeeinrichtung für geistig behinderte Jugendliche. Ab dieser Zeit wurde das Gelände neu eingezäunt. In den 1970er Jahren entstand südöstlich des Jagdschlösschens das sogenannte Weiße Haus – ein modernes Büro- und Betriebsgebäude – das in den 1980er Jahren noch um eine große Küche und einen Speiseraum erweitert wurde. Zu Beginn der 1980er Jahre mussten die Ordensschwestern die Einrichtung verlassen, sie wurde unter staatlicher Regie weitergeführt. Nach der Samtenen Revolution wurde in den 1990er Jahren das umzäunte Gelände in einem verwahrlosten Zustand an Petr Mlejnek, einen Enkel von Miloslava Sudková, restituiert. Nachdem die Behinderteneinrichtung im August 2000 in das neu errichtete „Domov pod Kuňkou“ am südlichen Ortsrand von Ráby umgezogen war, blieb das Jagdschlösschen einige Jahre ungenutzt. 2003 pachtete das Unternehmen Kam na Pardubicku s.r.o. das Gelände. Die Unternehmerfamilie Šorm ließ die heruntergewirtschafteten Gebäude sukzessive sanieren und machte von ihrem Vorkaufsrecht Gebrauch.
Eine 2014 von der Gemeindevertretung Ráby beschlossene neue Raumplanung, die die öffentlichen und gewerblichen Flächen innerhalb des Schlossgeländes zugunsten des außerhalb des Areals befindlichen Biozentrums RBC 1758 auf ein Viertel der bisherigen Fläche beschränkt, führte zu Streitigkeiten zwischen der Gemeinde und den Eigentümern, die darin die rechtliche Grundlage für eine dritte Enteignung sehen. Eine Petition mit 20.300 Unterschriften, darunter die Schauspieler Jan Přeučil und Eva Hrušková sowie die Politiker Petr Bajer, Petr Mach, Miluše Horská, Roman Línek und Hana Demlová, zur Änderung des Raumplanes wurde im Oktober 2017 dem Bürgermeister von Ráby übergeben. Vom Verfassungsgericht Brünn wurde im November 2017 die nach den Eingang des Aufhebungsantrages erfolgte Löschung der Tonaufnahmen der Gemeinderatssitzung als rechtswidrig erkannt.

## Muzeum perníku
Das vom eingetragenen Verein Kralovství Perníku z. s. getragene Muzeum perníku (Lebkuchenmuseum) gliedert sich in verschiedene Erlebnisräume. Dazu gehören das Informationszentrum Děd Vševěd, die Lebkuchenstadt Perníkov, ein Gefängnis für Lebkuchendiebe, die Lebkuchenwerkstatt Ježibaby, ein geheimnisvoller Wald, ein Honigparadies, ein Ehrenraum für die Namensträger Jan und Marie, Himmel und Hölle sowie ein Konsulat des Walachischen Königreiches. Außerdem treten Märchenfiguren der Gebrüder Grimm, wie Rotkäppchen (Červená Karkulka) auf.